# Grand Prix Jef Scherens 1998
La 32e édition du Grand Prix Jef Scherens a eu lieu le 6 septembre 1998. Elle a été remportée par le Belge Jo Planckaert.

## Classement final
Jo Planckaert remporte la course en parcourant les 191 km en 4 h 12 min 25 s à la vitesse moyenne de 45,476 km/h ; 149 coureurs ont pris le départ.
| Classement final | Classement final    | Classement final | Classement final                      | Classement final   |
|                  | Coureur             | Pays             | Équipe                                | Temps              |
| ---------------- | ------------------- | ---------------- | ------------------------------------- | ------------------ |
| 1er              | Jo Planckaert       | Belgique         | Lotto-Mobistar-Isoglass               | en 4 h 12 min 25 s |
| 2e               | Johan Verstrepen    | Belgique         | Vlaanderen 2002-Eddy Merckx           |                    |
| 3e               | Raymond Meijs       | Pays-Bas         | Gerolsteiner                          |                    |
| 4e               | Ludovic Capelle     | Belgique         | Home Market-Ville de Charleroi-R.d.m. | 19 s               |
| 5e               | Danny Nelissen      | Pays-Bas         | Home Jack & Jones                     |                    |
| 6e               | Andy De Smet        | Belgique         | Ipso-Euroclean                        |                    |
| 7e               | Gilles Talmant      | France           | Mutuelle de Seine-et-Marne            |                    |
| 8e               | Davy Delme (nl)     | Belgique         | Tonissteiner-Colnago-Vosschemie       |                    |
| 9e               | Sébastien Demarbaix | Belgique         | Home Market-Ville de Charleroi-R.d.m. |                    |
| 10e              | Claude Lamour       | France           | Mutuelle de Seine-et-Marne            |                    |
| modifier         |                     |                  |                                       |                    |